# أعلام العالم
أعلام العالم (بالإنجليزية: Flags of the World) واختصارا (FOTW)، هو موقع دولي حول علم الرايات ودراستها. واحتوى الموقع في نهاية عام 2014 على أكثر من 57000 صفحة مع أكثر من 114,000 صورة.الموقع هو أيضا عضو في الاتحاد الدولي لنقابات علم الأعلام واختصارا (FIAV) منذ عام 2001.

هذا الموقع يجمع مساهمات العديد من الكتاب ويعتمد على الرسائل من قائمات بريدية. الموقع متاح مجانا لمستخدمي الإنترنت .

تم إنشاء الموقع في عام 1993 من قبل غيسيب بوتاسيني. المدير الحالي هو روب رايسايد منذ يونيو 1998.